# Not Without My Daughter
Not Without My Daughter (br: Nunca Sem Minha Filha / pt: Rapto em Teerão) é um filme americano de 1991 realizado por Brian Gilbert, com Sally Field e Alfred Molina. Baseado em fatos reais, o filme mostra a fuga da cidadã americana Betty Mahmoody e da sua filha Mahtob do Irão.

## Sinopse
Betty (Sally Field), uma dona-de-casa de Alpena, Michigan, é convidada pelo marido, um médico de origem iraniana alcunhado de "Moody" (Alfred Molina), a visitar a família dele em Teerão. Apesar do medo, Betty acaba por ter empatia pelo marido, que tem saudades da sua família. Após Moody jurar pelo Corão que tudo vai ficar bem, Betty concorda em ir. O casal leva a filha Mahtob (Sheila Rosenthal), no que foi planejado como duas semanas de férias.
Quando chegam ao Irão, as autoridades imediatamente pedem a Betty que use o tradicional véu preto, e ela quase é presa por acidentalmente expor um pouco de seu cabelo. Ao contrário do que Betty acreditava, a família do marido é formada por muçulmanos conservadores que estão muito insatisfeitos com a "americanização" de Moody. 
Ao final das duas semanas de férias, Moody revela a Betty que foi despedido do seu emprego em Michigan e que decidiu permanecer no Irão, onde à falta de médicos devido à Guerra Irão-Iraque. De repente, Betty percebe um lado do marido que não conhecia; quando ela diz que não vai permanecer no Irão, ele bate-lhe e tira-lhe todos os seus cartões de créditos, dinheiro e o seu passaporte. Ela percebe que virou prisioneira na casa da sua cunhada. Às escondidas, telefona para a mãe nos Estados Unidos, que lhe dá informações sobre a Embaixada da Suíça no Irão.
Betty sai escondida de casa e vai até a Embaixada, onde descobre que, no Irão, as mulheres não têm direitos legais sobre seus filhos. Ela e a sua filha não podem sair do país sem a permissão de Moody e se Betty se divorciar, pode até sair do Irão, mas Moddy fica com a custódia plena de Mahtob. Betty percebe que a única forma de escapar é conseguindo a confiança do marido. Assim sendo, faz o papel da esposa muçulmana devota. Numa aula sobre o Corão, Betty encontra-se com uma conterrânea em situação semelhante à dela e ambas acabam amigas. Mas a amizade dura pouco, visto que a amiga é espancada pelo marido depois deste ter descoberto que ela estava com uma carta que Betty lhe pedido para colocar no correio.
Com o passar do tempo, Moody permite que Betty faça curtos passeios ao mercado, onde ela se encontra com um senhor que ajuda na fuga de mulheres estrangeiras em situação semelhante à dela. Quando Betty descobre que o seu pai está muito doente, Moody faz planos para que ela retorne aos Estados Unidos. Sua felicidade inicial desaparece quando ela descobre que Moody não vai permitir que Mathob vá com ela. Temendo não ter outra chance de escapar antes da viagem, ela parte numa jornada pelos desertos e montanhas do norte do país até chegar à Turquia.

## Produção
O filme é baseado no livro homônimo de Betty Mahmoody e William Hoffer, que conta como Betty e a filha ficaram dezoito meses impedidas de sair do Irã. O roteiro foi adaptado por John W. Winters. O filme foi filmado na moshav de Neve Ilan, em Israel e em Atlanta, Geórgia.